# Ibn Saud
Ibn Saud, egentligen  'Abd al-'Aziz ibn 'Abd ar-Rahman ibn Faysal ibn Turki 'Abd Allah ibn Muhammad as-Saud, även känd som Abdul Aziz bin Abdul Rahman Al Saud, född 1875 eller 1876 i Riyadh, död 9 november 1953 i Taif, var Saudiarabiens kung 1932–1953. Han enade de sinsemellan stridande beduinstammarna på Arabiska halvön och grundade kungadömet Saudiarabien.

## Biografi
Ibn Saud tillhörde huset Saud som varit en av de ledande klanerna i det inre av Arabiska halvön sedan mitten av 1700-talet. Hans förfader Muhammed ibn Saud (död 1765) brukar ses som klanens första överhuvud. 
Ibn Saud hade tjugotvå fruar och fyrtiofyra legitima söner.

### Erövringen av Riyadh
Ibn Sauds släkt hade 1891 fördrivits från sitt tidigare område i Riyadh av dynastin Raschid, som styrde emiratet Jabal Shammar i bergslandet nordväst om Riyadh, och levde i exil i Kuwait. Staden Riyadh återerövrades 1902 av Ibn Saud och 1908 hade han i huvudsak återtagit sina förfäders områden. Han försökte stimulera utvecklingen i sitt område och började 1912 anlägga jordbrukskolonier för beduinerna. Samtidigt utvidgade han sitt centralarabiska välde österut till att även omfatta en stor del av Persiska vikens kust.

### Sultan av Najd
Han ställde sig vid första världskriget på engelsmännens sida, men besegrades 1915 av emiren av Jabal Shammar som hade stöd av osmanerna, och tog sedan inte vidare del i striderna. Efter världskriget utvidgade Ibn Saud betydligt sitt område. Han intog den raschidiske emirens huvudstad Ha'il 1921 och införlivade emiratet Jabal Shammar i sitt eget rike, samt antog titeln sultan av Najd. 

### Kung av Najd och Hijaz
Redan tidigare hade han befunnit sig i krig med kung Hussein ibn Ali av Hijaz. 1924 utbröt ett nytt krig mellan dem, vilket slutade med Husseins fall. Efter den slutliga erövringen av Hiaz 1925 utsågs han till kung av Hijaz följande år och 1927 antog han även titeln kung av Najd. 

### Kung av Saudiarabien
Ibn Saud härskade nu över större delen av Arabiska halvön, och 1932 lät han sig utses till kung av det nybildade riket Saudiarabien, som var en sammanslagning av hans två dittillsvarande kungariken Hijaz och Najd (som båda alltså därmed upphörde att existera som kungariken). Ibn Sauds militära kärntrupp vid erövringen av Arabiska halvön utgjordes av det religiösa wahhabitiska brödraskapet (ikhwan).
Under andra världskriget vägrade han 1941 att stödja den tyskinspirerade resningen i Irak. Han avbröt de diplomatiska förbindelserna med Italien i februari 1942 och förklarade våren 1945 Tyskland och Japan krig.
Ibn Saud tog aktiv del av den panarabiska rörelsen och verkade för den arabiska världens frigörelse och för dess politiska samordnande. Han protesterade i november 1943 mot den franska aktionen i Irak och erkände i november 1944 Syriens självständighet. Tillsammans med Egypten, Irak, Syrien och Libanon slöts i mars 1945 ett "arabiskt förbund".

## Tronföljd
Söner till Ibn Saud som regerat Saudiarabien: 
- Kung Saud 1953-1964
- Kung Faisal 1964-1975
- Kung Khalid 1975-1982
- Kung Fahd 1982-2005
- Kung Abdullah 2005-2015
- Kung Salman 2015–